# Matthias Hohner

Matthias Hohner

Matthias Hohner (* 12. Dezember 1833 in Trossingen; † 11. Dezember 1902) war ein deutscher Musikinstrumentenbauer und gründete die Musikinstrumentenfirma Hohner.

## Leben
Hohner ist der Sohn des Webers Jacob Hohner und Katharina geb. Linkin. Er war ab 1848 bei seinem Schwager, dem Uhrmacher Johannes Kohler in Trossingen, in der Lehre. Aufgrund beginnender Konkurrenz der aufkommenden Uhrenfertigung durch gegründete Kleinbetriebe im Schwarzwald musste Hohner 1853/54 auf Wanderschaft gehen, um Uhren aus der Lehrwerkstatt zu verkaufen. Unglücklich über die Entwicklung des Gewerbes zog er sich bereits 1855 aus der Uhrmacherei zurück und war in der elterlichen Werkstatt tätig, wo mit dem Niedergang der Weberei inzwischen auch andere handwerkliche Aufträge ausgeführt wurden. Dort baute Hohner nach dem Vorbild von Christian Messner und Christian Weiß seine ersten Mundharfen.
Nach dem Tod der Mutter übergab der Vater 1857 den Grundbesitz seinen vier Kindern. Matthias erhielt daraus einen Anteil von 682 Gulden, machte den Instrumentenbau zu seinem Haupterwerb und nannte sich fortan Harfenbauer. Er war verheiratet mit Anna Hohner (* 1836; † 1907) aus einem anderen Stamm der alten Trossinger Familie und hatte mit ihr sechs Söhne sowie neun Töchter, von denen die meisten das Erwachsenenalter erreichten.
Von 1879 bis 1885 war Hohner Schultheiß von Trossingen. Die Schreiberei des Schultheißenamts übernahm David Dengler, der von Hohner als Buchhalter in seinem Unternehmen beschäftigt wurde, um Kosten für die Gemeinde zu sparen. Dengler wurde später Schultheiß von Ebhausen (bei Nagold).

## Instrumentenbau
Hohners erster Mitarbeiter war sein Bruder Jacob, anfangs fertigte eine Person täglich nur eine Mundharmonika in reiner Handarbeit. Die Produktion konnte durch Expansion des Betriebs, Arbeitsteilung und maschinelle Fertigung rasch gesteigert werden. Gegen die in den Gründungsjahren des Hohnerschen Instrumentenbaus hauptsächlich aus Sachsen kommende Konkurrenz trat Hohner vor allem mit Qualitätsinstrumenten an, die er ab 1862 auch nach Amerika absetzen konnte.
1875 hatte Hohner bereits 85 Beschäftigte, die Größe seines Betriebs hatte damit die älteren Betriebe wie Messner und Weiß bereits übertroffen. Der Hauptabsatz ging zunächst nach Amerika, bis die amerikanische Wirtschaftskrise von 1893 eine Neuorientierung erforderte und sich der Hauptabsatz nach Deutschland verlagerte. Hohner besaß außer dem Instrumentenbaubetrieb auch einen landwirtschaftlichen Betrieb mit einer Größe von etwa 25 Morgen. Die etwa 20 bis 25 Lehrlinge des Unternehmens wurden mit den Erträgen aus der Hohnerschen Landwirtschaft gespeist.
Im Jahr 1900 übergab Hohner das Unternehmen an seine fünf Söhne Jacob, Matthias, Andreas, Hans und Will. Er selbst blieb Gesellschafter der Kommanditgesellschaft.